# Ross County Football Club
Il Ross County Football Club, meglio noto come Ross County, è una società calcistica scozzese con sede nella città di Dingwall, nelle Highland. Milita in Scottish Premiership, il primo livello del campionato scozzese di calcio.
Nel palmarès del club figura una Scottish League Cup, vinta nella stagione 2015-2016, oltre a due Scottish Challenge Cup. I colori sociali sono il blu, il rosso e il bianco.

## Storia

### Dal 1929 al 2000
Il club fu fondato nel 1929 col nome di Dingwall Victors, dalla fusione tra Dingwall Victoria United e Dingwall Thistle. Da quello stesso anno prese parte alla Highland Football League, allora il principale campionato amatoriale della Scozia settentrionale. I risultati più importanti in 58 partecipazioni furono tre primi posti negli anni 1967, 1991 e 1992. Un altro risultato importante fu la vittoria per 0-4 al primo turno della Scottish Cup contro il Forfar Athletic a fine 1993, il primo successo contro una squadra professionista.
Poco tempo dopo, l'11 gennaio 1994, il club venne ammesso alla SFA, iscrivendosi alla Scottish Third Division.
Nel 1999 il club giunse primo in campionato, quindi venne promosso in Scottish Second Division; l'anno dopo arrivò terzo e salì in Scottish First Division.

### Dal 2000 ad oggi
Dopo sette anni consecutivi in First Division e un trofeo, la Scottish Challenge Cup nel 2007, il club retrocesse al termine della stagione 2006-07; l'anno successivo ottenne la promozione e si riprese subito il posto in seconda divisione.
La stagione 2009-10 fu memorabile per il Ross County: i giocatori bianco-rosso-blu compirono una vera e propria scalata nella Coppa di Scozia, eliminando squadre di blasone come l'Hibernian (2-1 nel replay dei quarti) e incredibilmente il Celtic (2-0 in semifinale), raggiungendo così la finale dove ha affrontato, perdendo infine 0-3, il Dundee Utd.
Nel 2011 il team vinse la sua seconda Challenge Cup, sconfiggendo in finale il Queen of the South per 2-0. Un anno dopo vinse la First Division e salì per la prima volta in Scottish Premier League.
Nonostante fosse all'esordio assoluto in massima serie, il Ross County disputò la Scottish Premier League mantenendosi sempre lontano dalla bassa classifica e concluse la stagione al 5º posto. Centrò poi la top-six anche nella Premiership 2015-16, classificandosi 6º. Nella stessa stagione, inoltre, vinse la Scottish League Cup, sconfiggendo in finale l'Hibernian per 2-1, dopo aver eliminato il Celtic in semifinale.
Settimo in Premiership 2016-17, nel campionato successivo si classifica all'ultimo posto e retrocede in Championship dopo sei stagioni in massima serie. Il ritorno in massima serie è tuttavia immediato, grazie alla vittoria della Championship 2018-19, a lungo contesa con Ayr Utd e Dundee Utd.
In Premiership 2019-20, interrotta per la pandemia di COVID-19, si classifica al decimo posto, piazzamento che conferma anche nel campionato 2020-2021, nonostante un buon avvio. Anche la stagione 2021-22 vede il Ross County stanziare a lungo in bassa classifica, ma una costante rimonta nell'ultima parte del campionato gli permette di agguantare il sesto posto all'ultima giornata prima dello split, posizione poi mantenuta anche nella poule conclusiva. 
Nelle stagioni 2022-2023 e 2023-2024 finisce fanalino di coda dei campionati regolari, finendo poi undicesimo nella poule conclusiva ma vincendo gli spareggi in entrambe le occasioni (rispettivamente contro Partick Thistle e Raith Rovers). Nella stagione 2024-2025 è nuovamente undicesimo, ma in questo caso, venendo sconfitto dal Livingston, retrocede in seconda divisione.

## Stadio

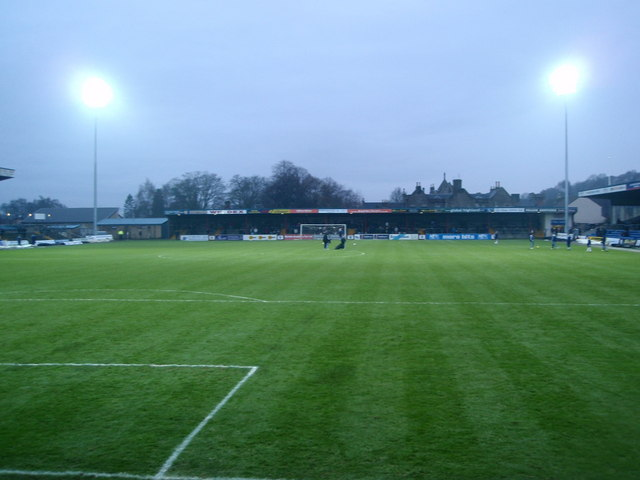
Victoria Park

Il Ross County disputa le partite casalinghe al Victoria Park; costruito nel 1929, attualmente ha una capienza di 6 541 persone.

## Palmarès

### Competizioni nazionali
- Scottish League Cup: 1

2015-2016
- Scottish Challenge Cup: 3

2006-2007, 2010-2011, 2018-2019
- Scottish First Division: 2

2011-2012, 2018-2019
- Scottish Second Division: 1

2007-2008
- Scottish Third Division: 1

1998-1999
- Highland Football League: 3

1966-1967, 1990-1991, 1991-1992

### Altri piazzamenti
- Scottish Third Division:

Terzo posto: 1994-1995, 1996-1997, 1997-1998
- Coppa di Scozia:

Finalista: 2009-2010
- Scottish Challenge Cup:

Finalista: 2004–2005, 2008–2009
Semifinalista: 2009-2010

## Statistiche e record

### Partecipazione ai campionati
| Livello | Categoria                | Partecipazioni | Debutto   | Ultima stagione | Totale |
| ------- | ------------------------ | -------------- | --------- | --------------- | ------ |
| 1º      | Scottish Premier League  | 1              | 2012-2013 | 2012-2013       | 12     |
| 1º      | Scottish Premiership     | 11             | 2013-2014 | 2024-2025       | 12     |
| 2º      | Scottish First Division  | 11             | 2000-2001 | 2011-2012       | 12     |
| 2º      | Scottish Championship    | 1              | 2018-2019 | 2018-2019       | 12     |
| 3º      | Scottish Second Division | 2              | 1999-2000 | 2007-2008       | 2      |
| 4º      | Scottish Third Division  | 5              | 1994-1995 | 1998-1999       | 5      |

#### Campionati Semiprofessionistici
| Livello   | Categoria                | Partecipazioni | Debutto   | Ultima stagione | Totale |
| --------- | ------------------------ | -------------- | --------- | --------------- | ------ |
| Regionale | Highland Football League | 58             | 1929-1930 | 1993-1994       | 58     |

### Record
- Massima affluenza di pubblico: Ross County - Rangers, ottavi di finale Scottish Cup 1965-66 (8000 spettatori)

## Organico

### Rosa 2024-2025
Aggiornata al 1° dicembre 2024.
| N. |                        | Ruolo | Calciatore                |
| -- | ---------------------- | ----- | ------------------------- |
| 1  | Scozia (bandiera)      | P     | Ross Laidlaw              |
| 2  | Inghilterra (bandiera) | D     | Connor Randall            |
| 3  | Inghilterra (bandiera) | D     | Cameron Borthwick-Jackson |
| 4  | Irlanda (bandiera)     | D     | James Brown               |
| 5  | Scozia (bandiera)      | D     | Ricki Lamie               |
| 6  | Scozia (bandiera)      | C     | Scott Allardice           |
| 8  | Scozia (bandiera)      | C     | Ross Callachan            |
| 9  | Scozia (bandiera)      | A     | Eamonn Brophy             |
| 10 | Inghilterra (bandiera) | A     | Yan Dhanda                |
| 11 | Inghilterra (bandiera) | C     | Joshua Sims               |
| 12 | Inghilterra (bandiera) | C     | Max Sheaf                 |
| 14 | Canada (bandiera)      | C     | Victor Loturi             |
| 15 | Scozia (bandiera)      | A     | Simon Murray              |
| 16 | Inghilterra (bandiera) | D     | George Harmon             |

| N. |                           | Ruolo | Calciatore       |
| -- | ------------------------- | ----- | ---------------- |
| 17 | Scozia (bandiera)         | C     | Jay Henderson    |
| 18 | Galles (bandiera)         | C     | Eli King         |
| 19 | Inghilterra (bandiera)    | D     | Elijah Campbell  |
| 20 | Polonia (bandiera)        | D     | Kacper Łopata    |
| 21 | Inghilterra (bandiera)    | C     | Teddy Jenks      |
| 22 | Inghilterra (bandiera)    | C     | Jordan Tillson   |
| 24 | RD del Congo (bandiera)   | D     | Michee Efete     |
| 26 | Scozia (bandiera)         | A     | Jordan White     |
| 28 | Rep. del Congo (bandiera) | D     | Loick Ayina      |
| 30 | Scozia (bandiera)         | D     | Dylan Smith      |
| 35 | Inghilterra (bandiera)    | D     | Will Nightingale |
| 40 | Inghilterra (bandiera)    | P     | George Wickens   |
| 42 | Galles (bandiera)         | D     | Ryan Leak        |
| 43 | Scozia (bandiera)         | D     | Josh Reid        |

## Tifoseria

### Rivalità
La rivalità più sentita è con l'Inverness Caledonian Thistle, con cui il Ross County forma il Derby delle Highland, la contea a cui appartengono entrambi.